# Херцогенбургское аббатство
Херцогенбургское аббатство (нем. Das Stift Herzogenburg) — монастырь конгрегации австрийских каноников-августинцев в Херцогенбурге в федеральной земле Нижняя Австрия. Входит в состав округа Санкт-Пёльтен.

## История
Монастырь Святого Георгия был основан в 1112 году епископом Ульрихом Пассауским в Санкт-Георген-ан-дер-Трайзен у слияния рек Трайзена и Дуная и в 1244 году из-за частых наводнений был перенесён на 10 км вверх по Трайзену в Херцогенбург. Для поддержки он получил приходы Герцогенбурга и Трайзенбурга. В результате там был создан «Верхний рынок», которым управлял монастырь каноников, а «Нижний рынок», как баварский фонд, оставался во владении монастыря Формбах, пока его не выкупили каноники.
С 1714 года здания Херцогенбургского аббатства проектировали в стиле барокко архитекторы Якоб Прандтауэр, Иоганн Бернхард Фишер фон Эрлах и Йозеф Мунгенаст. Монастырю удалось избежать волны упразднения монастырей жозефинами; распущенные канонические монастыри Дюрнштайн и Санкт-Андреа-ан-дер-Трайзен и их многочисленные приходы были включены в состав Херцогенбурга, поэтому в конечном итоге монастырь значительно укрепился материально.
Строительство началось с закладки первого камня 25 марта 1714 года под руководством Якоба Прандтауэра. Сначала было построено южное, а затем восточное крыло, ведущее к Большому залу. Проект этого зала создал Иоганн Бернхард Фишер фон Эрлах. Монастырь находился в епархии Пассау до 1783 года, после чего он принадлежал епархии Санкт-Пёльтен.
В 2000 году началась комплексная реставрация зданий. Она была завершена к 900-летнему юбилею монастыря в 2012 году. Были восстановлены все фасады, а также части внутренних дворов. Были также возрождены исторические сады, такие как прелатский сад, фруктовый сад и розарий. Были отремонтированы интерьеры, а также монастырская библиотека.

## Архитектура и коллекция произведений искусства
Соборная церковь была основана императором Генрихом II около 1014 года в качестве приходской и освящена в честь первомученика Стефана (по покровителю кафедрального храма в Пассау). От ранней готической церкви остались лишь входной портал и второй этаж башни. Новая церковь была первым проектом молодого архитектора Франца Мунггенаста (сына Йозефа Мунггенаста), который он реализовал вскоре после того, как принял на себя управление мастерской отца 9 мая 1742 года. Строительство началось 26 апреля 1743 года. Одним из главных проектировщиков интерьера был скульптор Иоганн Йозеф Рёслер. Потолочные фрески писали Даниель Гран и Бартоломео Альтомонте. После более чем четырёх десятилетий строительства церковь была открыта 2 октября 1785 года. Это последнее значительное церковное здание в стиле барокко в Австрии.
Произведения живописи и старинные манускрипты начал собирать основатель монастыря Ульрих Пассауский. Основное внимание современной коллекции уделяется произведениям поздней готики, таким как живописные алтари, а также картины мастеров позднейшей дунайской школы, скульптуры и витражи. Большой банкетный зал, сокровищница и монастырская библиотека с рукописями и инкунабулами, а также шкаф с коллекцией монет и медалей подчеркивают художественно-историческое значение монастыря в Нижней Австрии. Уникальным экспонатом является хорошо сохранившийся древнеримский лицевой шлем, который был найден в карьере в этом районе и датируется примерно 150 годом нашей эры.

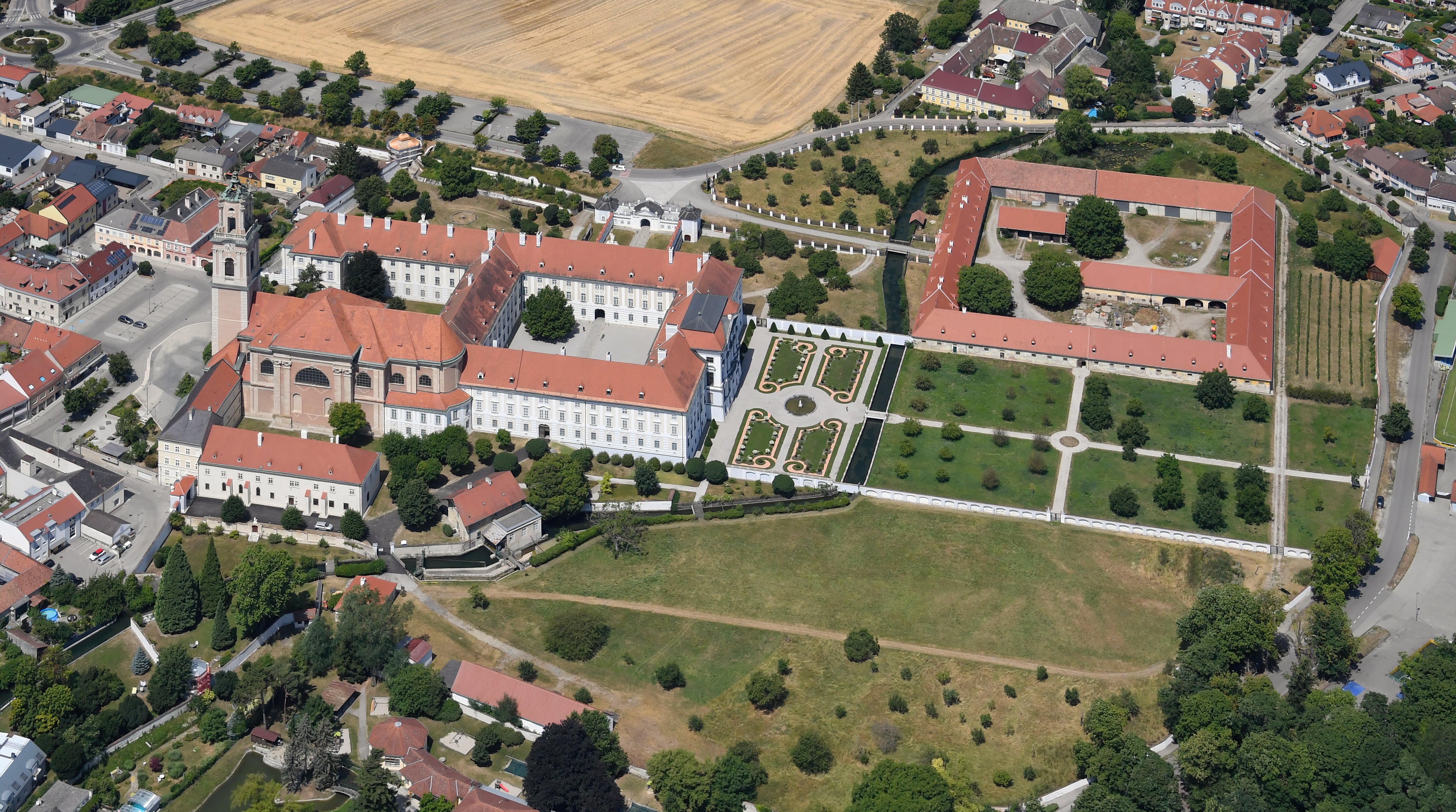
Общий вид монастыря
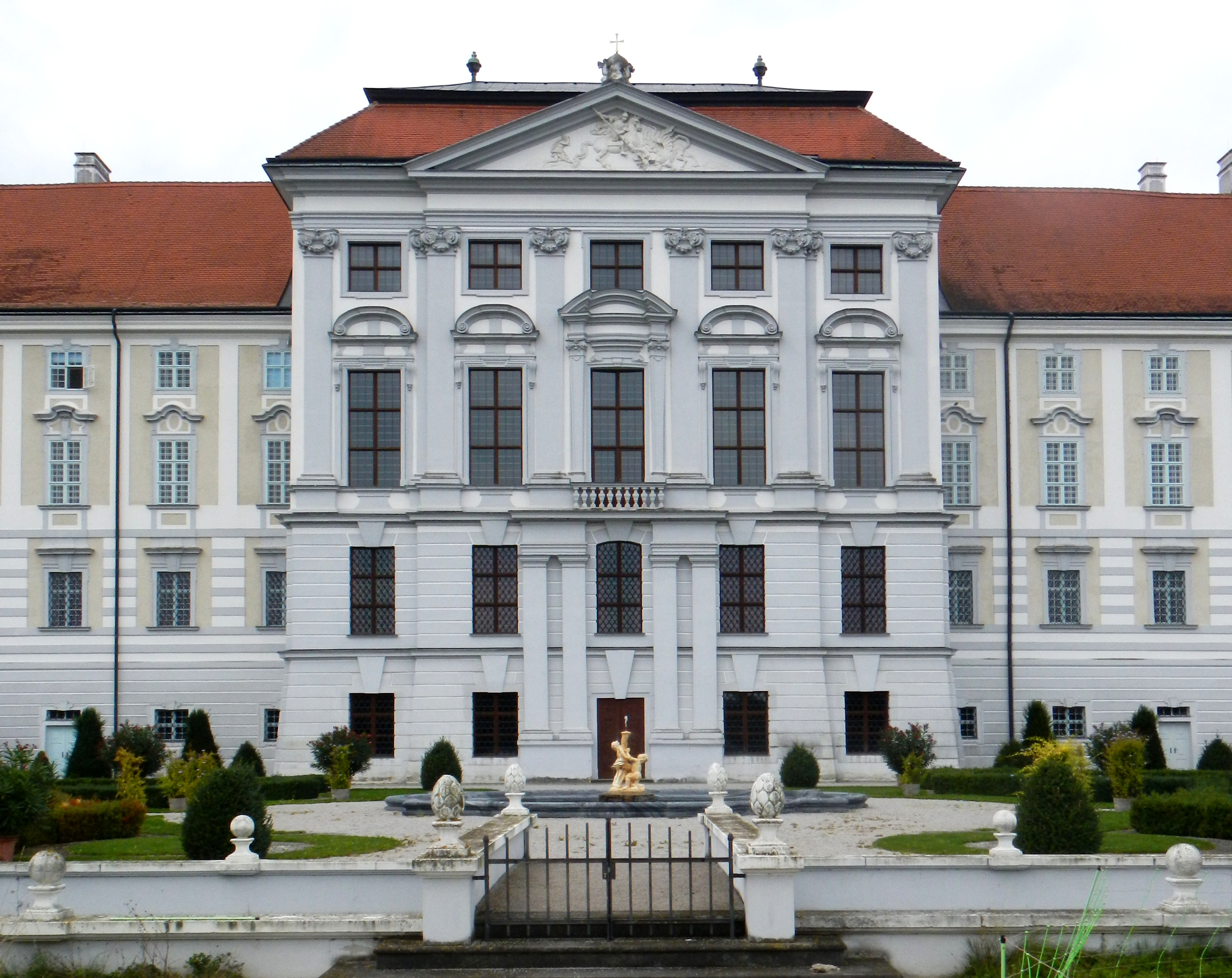
Восточный фасад
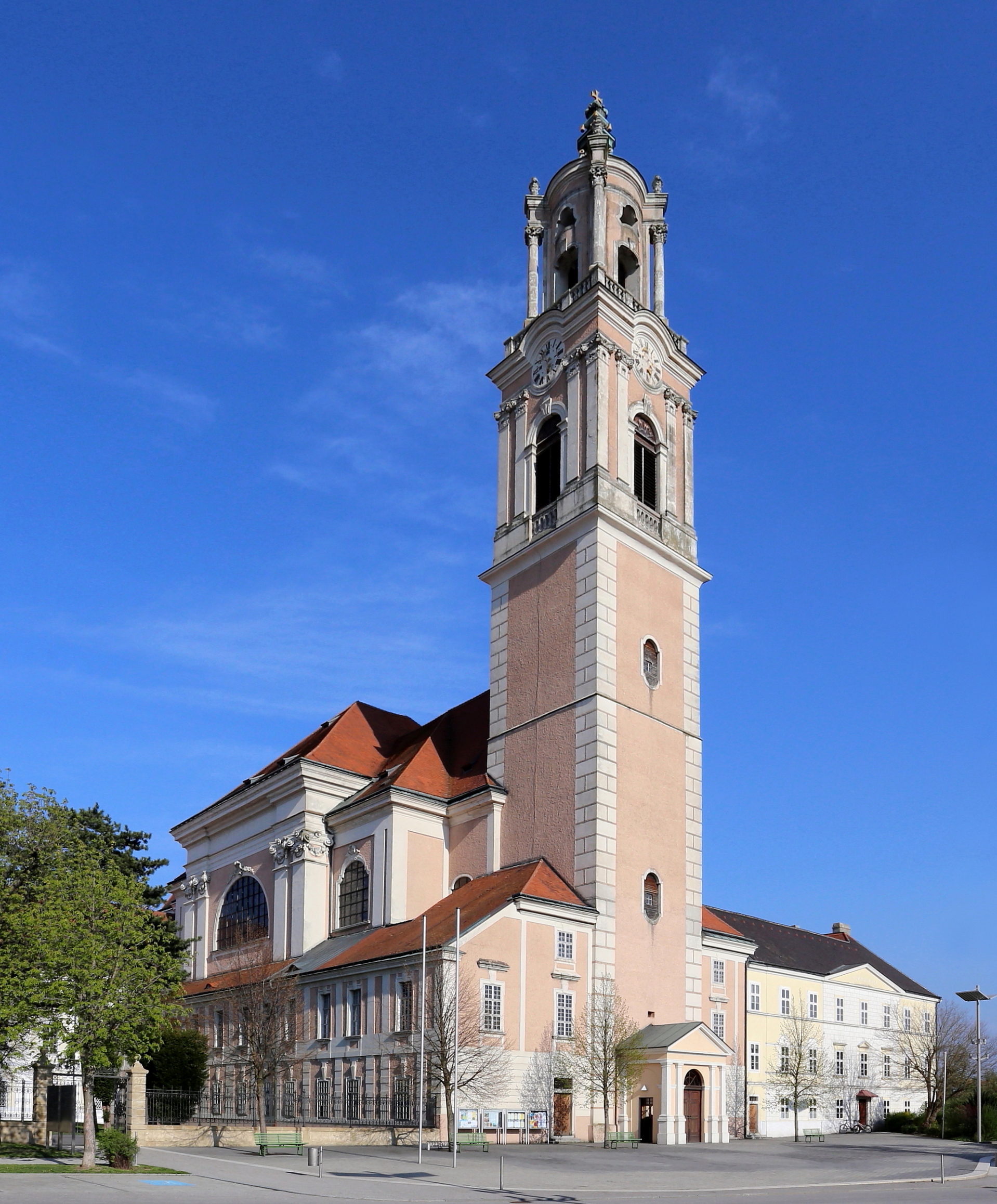
Монастырская церковь
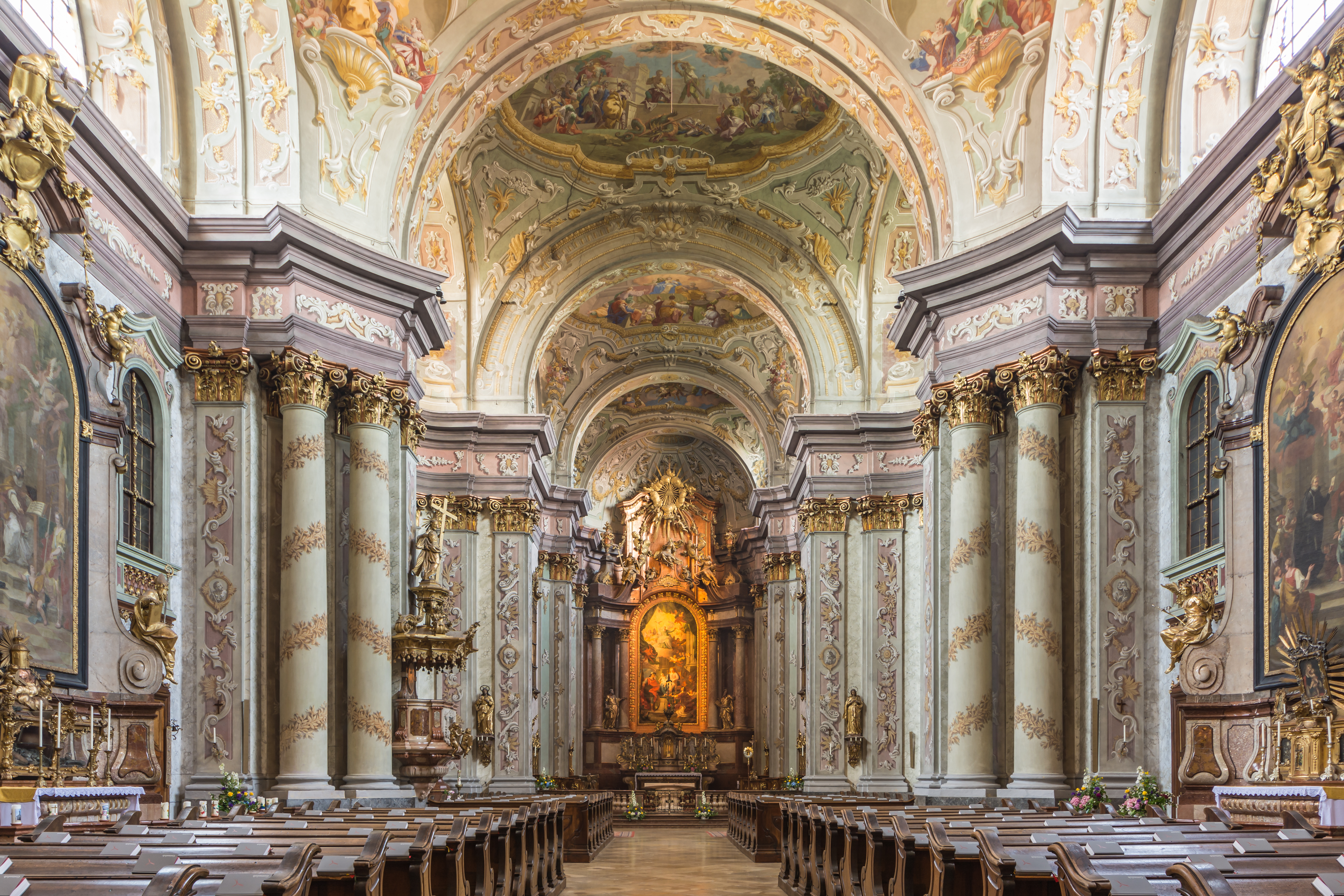
Интерьер церкви
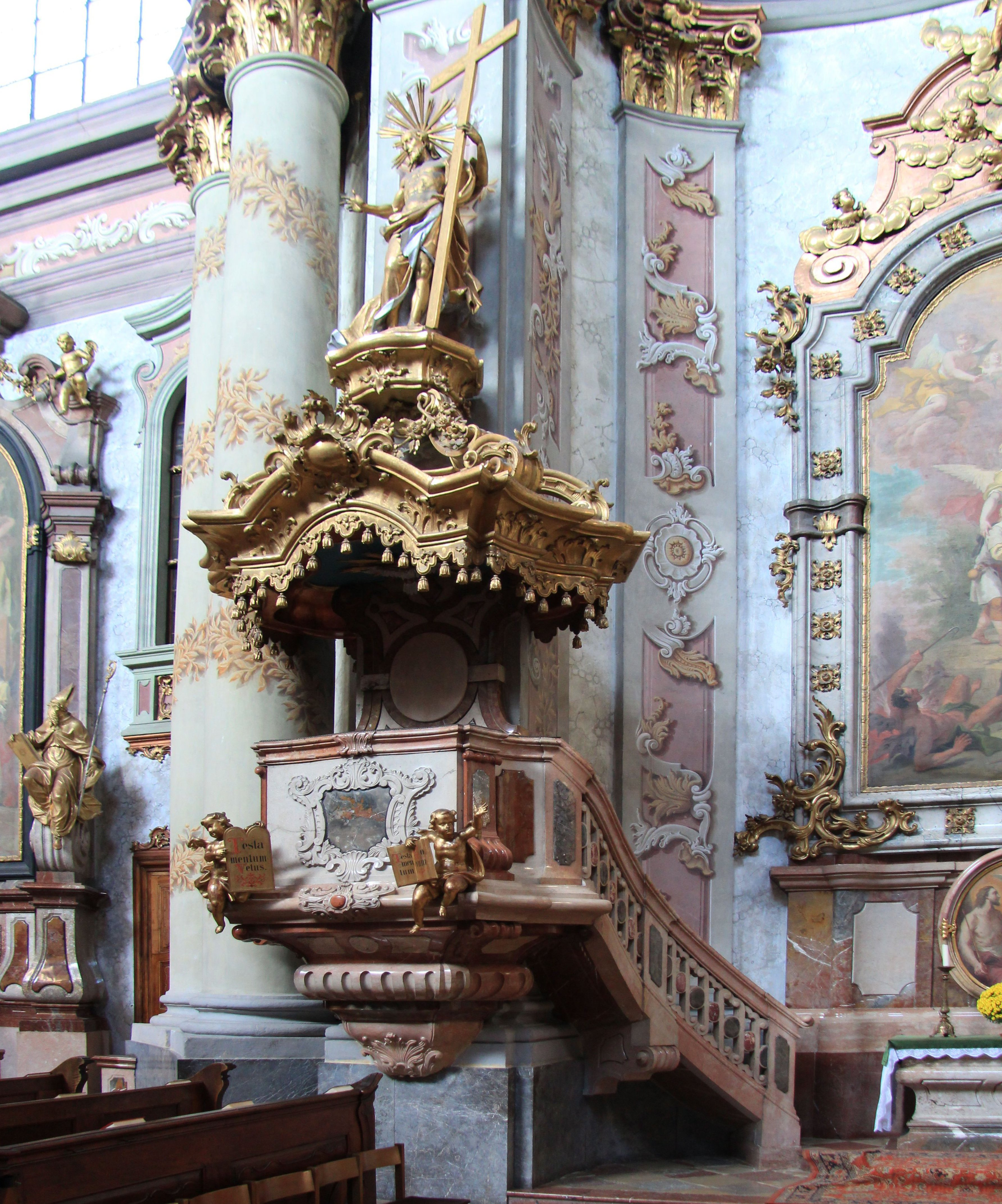
Кафедра
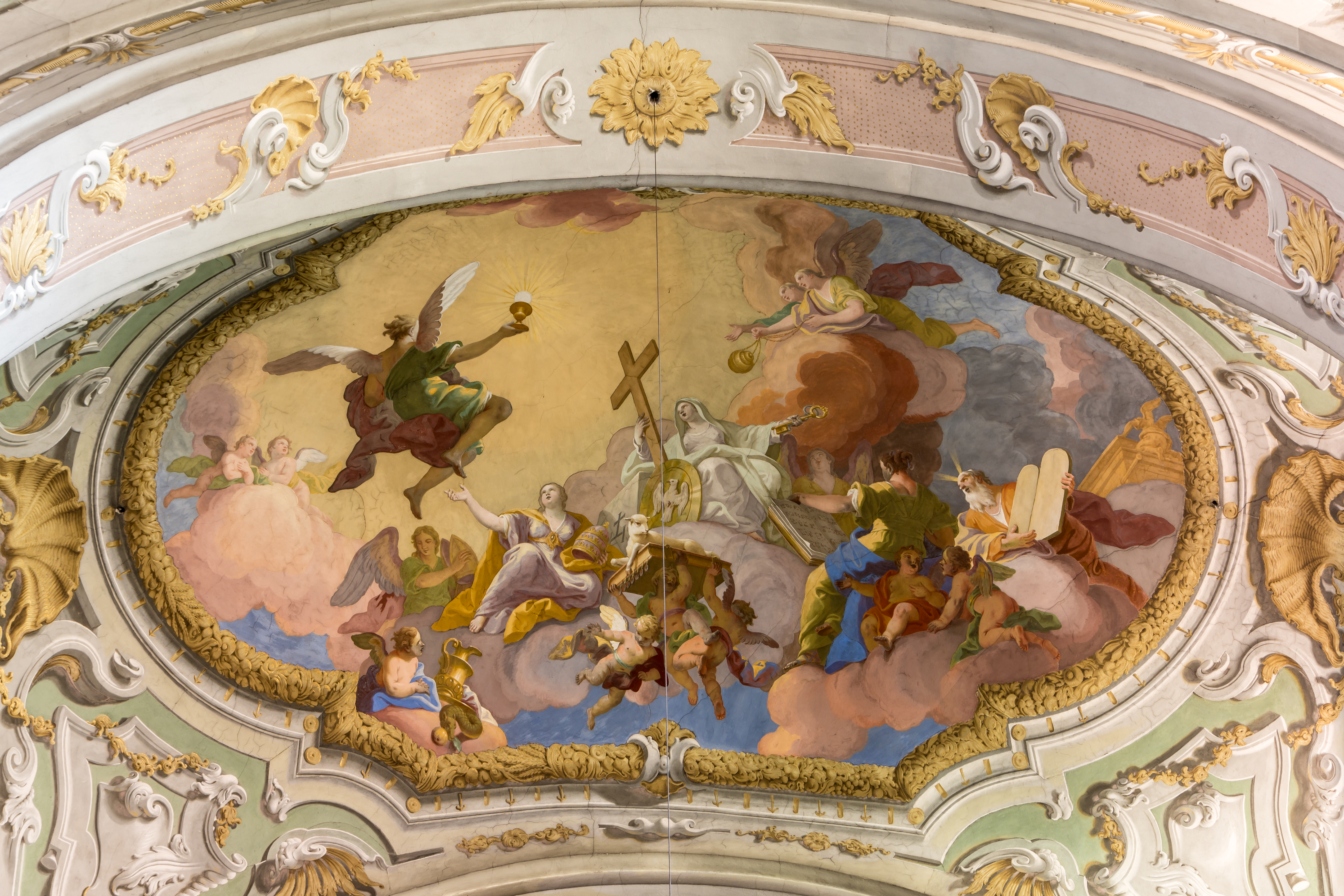
Д. Гран. Апофеоз церкви. Деталь росписи плафона
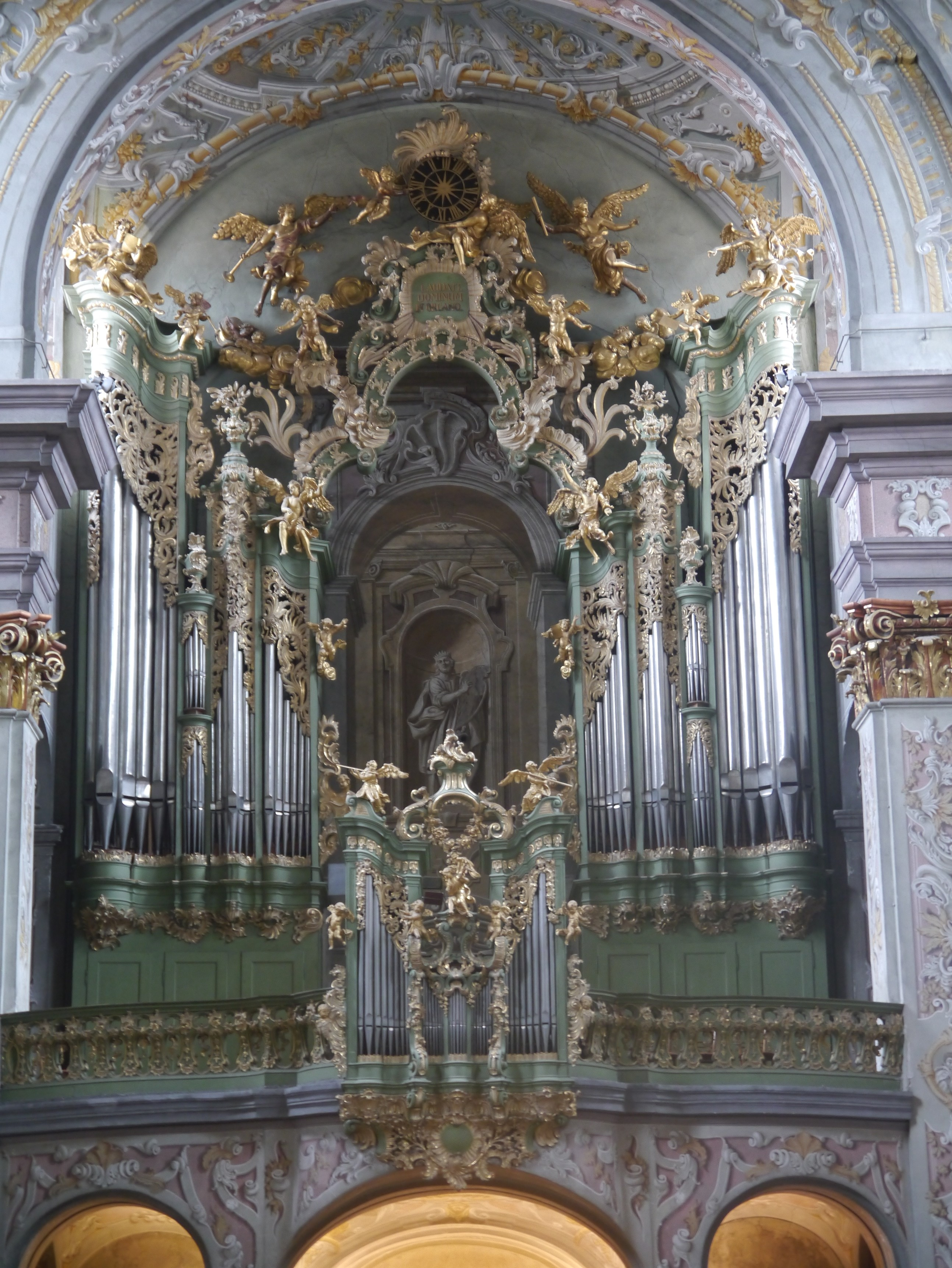
Орган
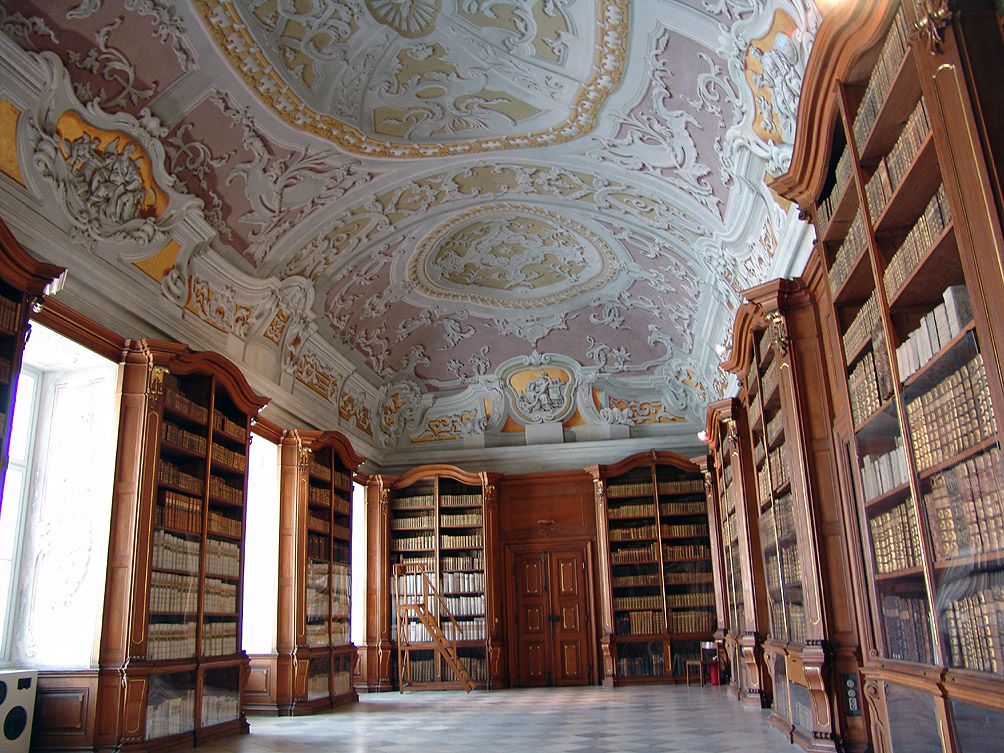
Библиотека